# Seewiesen (Pöcking)

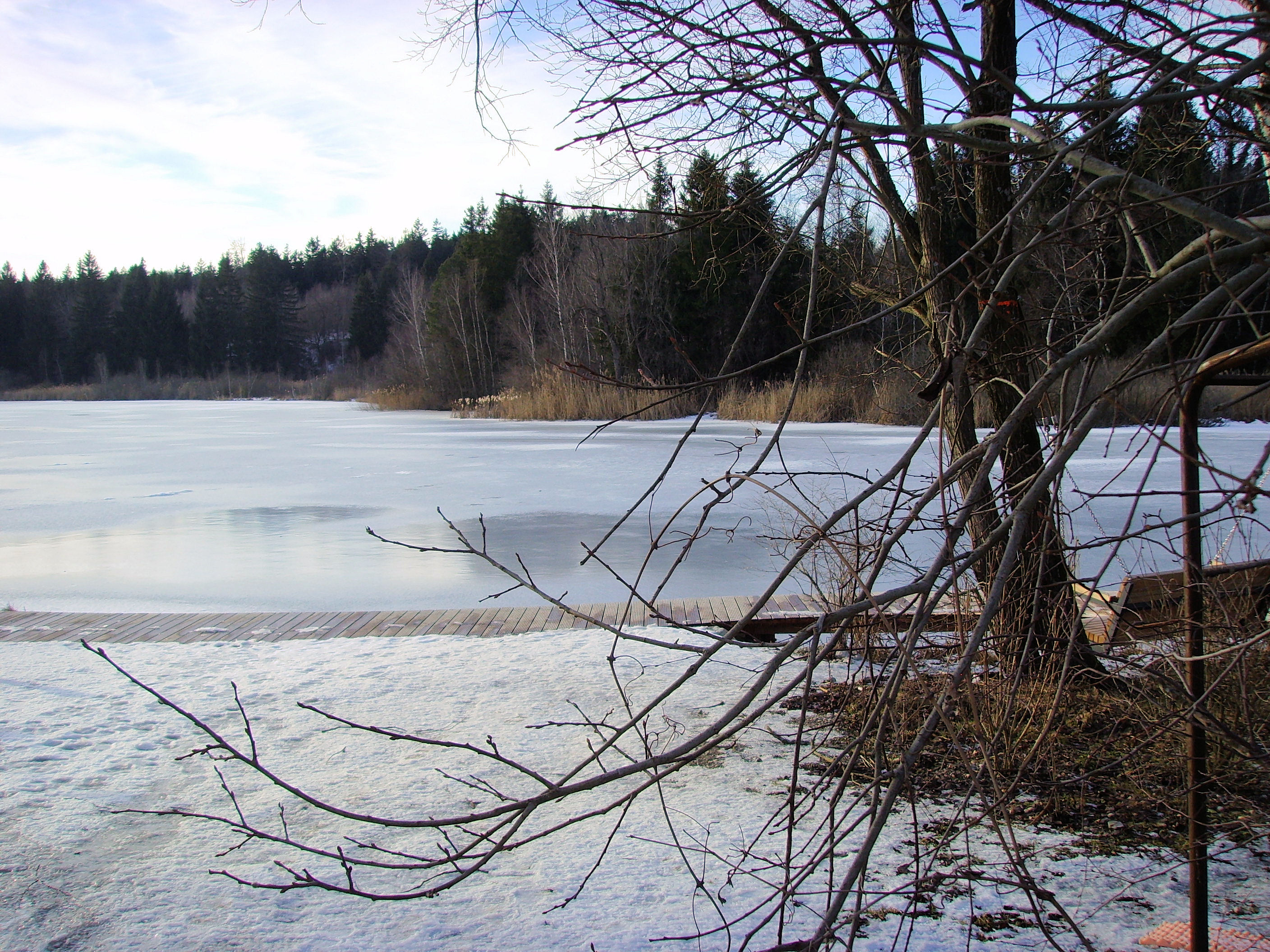
El Eßsee en invierno

Seewiesen es un pequeño pueblo junto al lago Eßsee, comarca de Aschering, perteneciente hoy al municipio de Pöcking , en la Alta Baviera. Está situado entre el Lago Starnberg y el Lago Ammer, a unos 40 km al suroeste de Múnich.
El nombre de Seewiesen lo eligieron Erich von Holst y Konrad Lorenz en 1955, fundadores del Instituto Max Planck para el estudio de la Fisiología del Comportamiento, a sugerencia de Wolfgang Schleidt.
La inauguración oficial de las instalaciones se realizó en 1958 por el premio Nobel Otto Hahn .